# Тристан Лермит, Луи
Луи Тристан Лермит (фр. Louis Tristan l'Hermite, Tristan l'Ermite; ум. ок. 1478/1479), сеньор де Бовуа и Мондьон — руководитель полицейской и судебной службы Людовика XI, королевский советник и камергер.

## Биография
Человек неясного происхождения, родился в начале XV века, вероятно, в Нидерландах.
Согласно отцу Ансельму, сын Жана Лермита, сеньора де Мулен-сюр-Шарант, и Маргерит Сигонно, дамы дю Буше, близ Ле-Блан-ан-Берри. Глубже генеалогия не прослеживается.
Выдвинулся в заключительный период Столетней войны на службе у Карла VII. Был конюшим у коннетабля Ришмона, воевал с англичанами в Гиени и Нормандии.
В 1431 году был назначен капитаном Мюсси-л'Эвека. 2 октября 1435 года вместе с рыцарем Жаном де Шевери доставил в Реймс текст Аррасского договора, обнародованного в тот же день. В 1436 году Ришмон сделал его  магистром артиллерии. 26 апреля принес присягу в Палате короля. Вскоре после этого получил должность маршальского прево Франции (полицейско-судейский чин, занимавшийся дезертирами и преступлениями военных и дворян, председатель маршальского суда). Довольно быстро отказался от командования артиллерией, а должность прево сохранил до конца жизни.
В 1439 году назначен капитаном Ножан-ле-Руа, Ла-Тура и Конфлан-Сент-Онорина с тремястами ливрами жалования и 2500 ливрами на содержание жандармов, размещенных в этих крепостях. Оставался в этой должности еще в 1450 году.
Отличился при осаде Фронсака, взобравшись на стену с 49 дворянами, и 23 июня 1451 года был посвящен в рыцари графом Дюнуа. В том же году участвовал в триумфальном вступлении Дюнуа в Бордо. В 1453 году в качестве маршальского прево участвовал в осадах Байонны и Кадийяка и исполнял функции интенданта юстиции. В том же году стал советником Карла VII, затем близко сошелся с Людовиком XI, став великим прево его дома.
В 1457 году был направлен к жандармам Жоашена де Руо и Потона де Сентрая для исправления учиненных ими беспорядков.
Вместе с Оливье Ле-Деном считался наиболее близким и доверенным слугой короля.

По традиции (или легенде?), — пишет французский историк-медиевист Жак Эрс, — считают, что Людовик XI старался окружить себя людьми, находившимися в полной его власти, выходцев из незнатного сословия. Эти верные ему люди были накрепко с ним связаны, находились в его тени, следовали за ним повсюду, а чтобы скомпрометировать их и забрать над ними полную власть, он поручал им грязную работу — аресты подозрительных, расследования, заседания в чрезвычайных трибуналах, тайные поручения и переговоры.
Если верить отцу Ансельму, то эта характеристика современного историка не вполне соответствует Тристану, старший сын которого входил в состав ста дворян (cent gentilshommes) Людовика XI, что по правилам предполагает наличие у него четырех четвертей дворянских предков.
В 1464 году Людовик доверил ему охрану десяти савойских пленников, содержавшихся в Венсенском лесу, и которых Тристан 12 марта перевез в Турский замок.
Специализировавшийся на пытках и физических расправах с неугодными королю людьми, «он был самым жестоким из агентов нашего короля, который показал наибольшую беспощадность». Роберт Невилл в письме от 17 ноября 1464 охарактеризовал его как «наиболее ловкого, наиболее сообразительного и наиболее хитрого в королевстве… бешеного карателя короля».
Он оставался при Людовике до самой смерти, ни разу не подвергшись опале. «Этот человек, которого ненавидели аристократия и дворянство, телом и душой преданный королю», по окончании войны Лиги Общественного блага, сурово покарал по его приказу в 1466 году в Нормандии сторонников герцогов Гиеньского и Бретонского.
Затем он провел процесс против Шарля де Мелёна, незаконно добился его осуждения и в награду получил кое-что из имущества казненного.
Историки не жалели мрачных эпитетов, рассказывая о Тристане. «В своем ужасном ремесле Тристан стал инструментом всех расправ и всех кровожадных капризов своего суверена. Этот принц повсюду таскал его за собой, называл своим кумом и допускал к самым интимным частным делам. Одним словом или жестом он отдавал ему самые жестокие приказы и часто неисправимые гибельные ошибки приводили к новым жертвам».
Самый популярный анекдот о Тристане, повторяемый в различных вариациях, рассказывает про убийство по ошибке, так как двойное преступление впечатляет сильнее. Так говорили, что однажды король приказал предать смерти одного служащего, вызвавшего его неудовольствие, а Тристан, не разобравшись, погубил прелата, которого Людовик очень любил, и, когда монарх на следующий день сказал, что видел человека, которого приказал убить, скачущим по дороге в Аррас, Тристан невозмутимо ответил: «Могу вас заверить, что если он и встретится, то только по дороге в Руан, так как вчера вечером я бросил его в мешке в реку». Это было его излюбленным способом избавляться от людей
Его служители, направляясь за очередной жертвой, имели обыкновение, раздвигая толпу, кричать: «Дорогу королевскому правосудию» (Laissez passez la justice du roi), что французские авторы специально отмечают, так как со справедливостью (la justice) деятельность этой службы имела мало общего.
Старинные историки приписывают Тристану Лермиту четыре тысячи жертв, но из-за частично секретного характера его деятельности проверить это число невозможно.
Умер около 1479 года в Шательро, в преклонном возрасте, оставив своему сыну Пьеру Тристан-Лермиту большие владения, в том числе княжество Мортань в Гаскони, перешедшее затем в Матиньонский дом, а еще позднее к семейству Плесси-Ришельё.

## Семья
Жена: Гийеметта, дама де Мондьон в виконтстве Шательро, дочь Рено, сеньора де Бове
Дети:
- Пьер Лермит, сеньор де Мулен, Мондьон и Бове, хлебодар Людовика XI, один из ста дворян его дома. Жена 1): Маргерит Гулар, дама де Туссене; 2): Жанна дю Фо, дочь Жана, сеньора дю Фо в Турени, и Жанны, бастарды де Бурбон
- Жан Лермит, сеньор дю Буше и Ла-Ронжери в Вандомуа. Был ранен в битве при Павии, где сражался в рядах тяжеловооруженных всадников роты герцога Алансонского, по возвращении умер в Лионе. Жена: Жакетта де Вилье, дочь N де Вилье, сеньора де Ла-Мезангер

## Образ в искусстве
Тристан Лермит является персонажем романов Вальтера Скотта «Квентин Дорвард» и Виктора Гюго «Собор Парижской Богоматери». В русских переводах именуется Тристаном-Отшельником, исходя из буквального значения второй части его родового имени.
Также является персонажем оперетты Рудольфа Фримля «Король бродяг». На экране его роль исполняли Уолтер Кингсфорд в фильме Если бы я был королем (1938), Ги Кернер в мини-сериале Квентин Дорвард (1971), Юрий Кузнецов в фильме Приключения Квентина Дорварда, стрелка королевской гвардии (1988), Маэль Гренье в телефильме Людовик XI, расколотая власть (2011).
С популярностью романа Вальтера Скотта в России связано упоминание Тристана Лермита в бумагах графа Дмитриева-Мамонова, в 1820-х годах составившего перечень (Catalogue des gens qui ont contribué à ma perte) из трех десятков более или менее влиятельных персон, которых он считал причастными к своим злоключениям, и чьи фамилии снабдил язвительными характеристиками. Граф Аракчеев фигурировал там, как «Тристан-отшельник нашего века» (Araktcheeff — Tristan l'ermite de notre siècle).